# Homelix decussatus
Homelix decussatus là một loài bọ cánh cứng trong họ Cerambycidae.